# 送り雛は瑠璃色の
『送り雛は瑠璃色の』（おくりびなはるりいろの）は日本のゲームブック。著者は思緒雄二。1990年に社会思想社から刊行されたのち、2004年に創土社から加筆修正のうえで再刊された。また2013年には、iGameBookによりiOSアプリとして配信された。
本稿では表題作のほか、関連する作品もあわせて取り扱う。

## 顔のない村
初出は『ウォーロック』第12号。
日本風の怪談をゲーム化した作品。舞台が日本であること以外いっさいの状況説明がなく、謎めいた村で目を覚ました主人公が体験する奇怪な現象を描く。『ファイティング・ファンタジー』のゲームルールを使用しているが、作風に合わせて「体力点」が「気力点」に変更されており、肉体的な負傷だけでなく精神的なショックでも減少するようになっている。
著者の友人の叔母が、家に仏壇を2つ置きっぱなしにしているときに見たという悪夢をヒントに制作された。
本作品は『送り雛は瑠璃色の』の前日譚にあたる。エンディングまで到達しても主人公の素性については詳しく語られずじまいだが、『送り雛は瑠璃色の』を読了すると、両作品の主人公が同一人物であることがわかる。

## 送り雛は瑠璃色の
初出は『ウォーロック』第30 - 31号に前後編で掲載。
中学生最後の夏、主人公の瞬はクラスメイトの遙をはじめとする周囲の様子に違和感を覚え、謎を解く手掛かりを求めて町をさまよう。次第に明らかとなる古からの因縁が現代によみがえるかのように、瞬の友人たちは事故に見舞われる。町に暴風雨が迫る中、災いを鎮める手段を知った瞬は、運命によって一連の出来事と分かちがたく結びつけられた遙と対峙する時を迎える。
和歌や流し雛といった日本古来の民俗的なモチーフを取り入れた作品。切なく艶やかな幻想譚として高い評価を得ているが、後年進歩を遂げたアドベンチャーゲームやジュブナイル小説に比べれば、ストーリーの見せ方や構成の点で見劣りするのは否めない。あまりに先駆的すぎたこととゲームブックというジャンル自体の低迷により、直接の後継作には恵まれなかったが、『〈古典部〉シリーズ』で知られる米澤穂信が影響を受けた本のひとつに挙げるなどの足跡を残している。
本作品はルールを単純にしたうえで、どれだけ話の厚みだけでゲームブックとして成立させられるかという試みのもとに制作された。主人公の能力は「霊力点」という数値ただ1つで表現される。主人公は不思議なお告げを得る「霊視」とより詳しく事態を知る「霊査」という技能を有しており、これらを使用するたびに霊力点を消費する。間違った選択をすると「強制霊査」という形で点を減らされることがあり、物語を軌道修正する機能も持たされている。
ゲームブックのパラグラフ構造は、分岐が広がっていく「樹形型」と自由に行き来ができる「双方向型」の2つが主流であるが、本作品は見取り図を提示して行き先を選ばせる「並列型」にあたる。並列型ゲームブックが少ない理由は、各地点でバラバラに起きる事件をひとつの流れにまとめるのが難しいからであるが、本作品は時間経過を導入することでこの問題を解決している。謎を解く手がかりを求めてパラグラフを選択するたびに時刻が進み、それが一定に達すると自動的にイベントが発生するようになっている。
限られた時間の中で数多い調査地点を巡らねばならないため、一度や二度の挑戦では本作品の結末にたどり着くことはできない。また、いったん読了したとしても提示された謎にすべて答えるのは難しい。作品に散りばめられた謎を知り尽くすために読者は何度も挑戦を繰り返すことになり、すべてを終えたときに得る感動は通常の読書体験を上回る。フラグチェックを導入せずに構造だけでこうしたコントロールを行えるところは驚異的と言える。
2004年の再刊時は、パラグラフの追加は10にとどまるものの、あちこちに細かく修正が加えられているので全体的な分量はかなり増えている。その一方で雰囲気にそぐわなかった表現は削られているので、文章の質はより高くなっている。

## 夢草枕、歌枕
単行本書き下ろし作品。和歌にまつわる夢を2夜にわたって提示し、プレイヤーはそれを組み合わせて解釈するという、夢占いをゲーム化した作品。
物語としては、『送り雛は瑠璃色の』の後日談にあたる。

## 登場人物
式部 瞬（しきぶ しゅん）
通称「シュン」。主人公。緑中学の3年生で、歴史部所属。不思議な霊感を有する。
榊守 幽神（さかきもり かすみ）
通称「カズ」。歴史部部長。奇行が多いが、古歌古謡に詳しい。
清木 冷香（さいき れいか）
通称「レイカ」。クラス委員長にして歴史部副部長。利発な美少女。
旧版での姓の読みは「せいき」だった。
御影 遙（みかげ はるか）
通称「ハルカ」。瞬のクラスメイト。寡黙で謎めいた黒髪美人。物語の鍵を握る重要な存在。
御鈴 由恵（みすず よしえ）
通称「オスズ」。瞬のクラス担任。35歳過ぎの独身女性で、生真面目だが生徒たちからは軽く見られている。
旧版での通称は「オールド・ミス」をもじった「オミス」であり、年齢は31歳だった。
榊守 珠美（さかきもり たまみ）
通称「タマミ」。幽神の1歳年下の妹。天真爛漫な少女。
旧版では「魂美」という名前だった。
小林（こばやし）
園芸部員。

## 書誌情報
すべて思緒雄二の著作。
- 『送り雛は瑠璃色の』社会思想社〈現代教養文庫〉、1990年10月。ISBN 4-390-11364-X
  - 『顔のない村』『送り雛は瑠璃色の』『夢草枕、歌枕』を収録。イラストは鈴木健介。
- 『送り雛は瑠璃色の』創土社〈アドベンチャーゲームノベル〉、2003年5月。ISBN 4-7893-0119-2
  - 『送り雛は瑠璃色の』『夢草枕、歌枕』を収録。イラストは高橋政輝。

## アプリ版
2013年7月より配信のOSアプリ版の扉絵は碧風羽が担当した

。挿絵は高橋政輝のままであるが、誤植で高橋正輝になっている。